# Sipahi

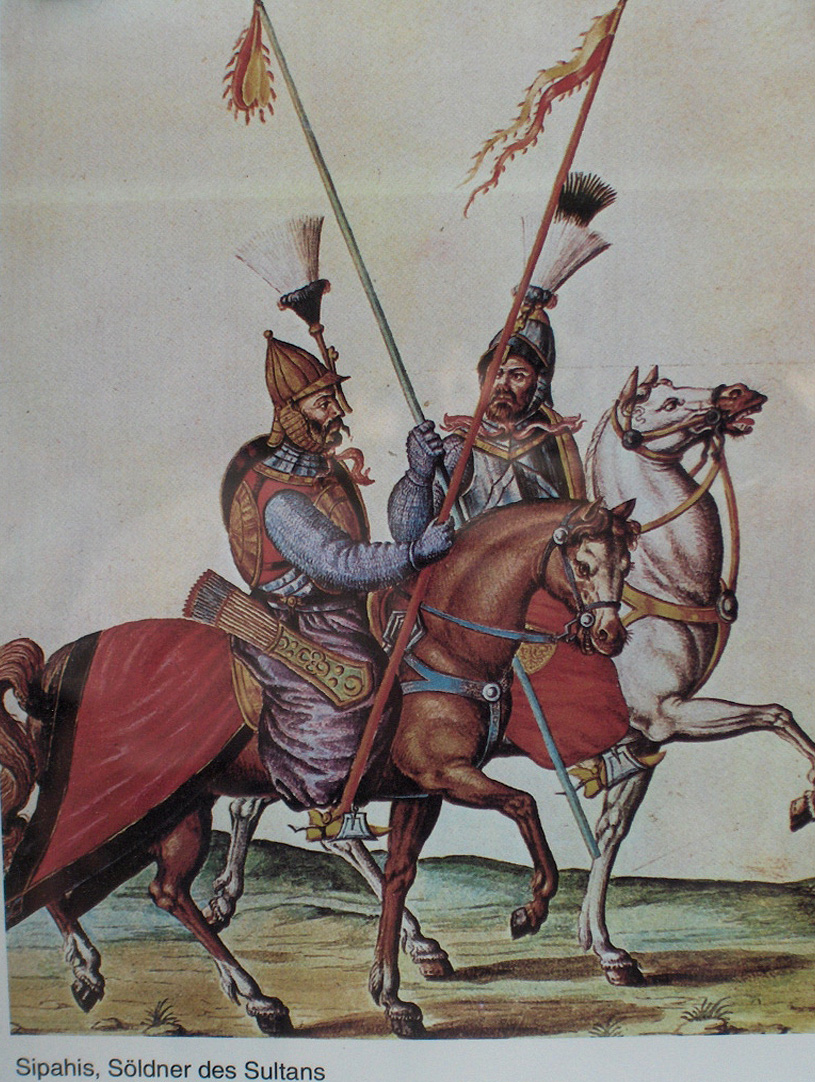
Sipahis au siège de Vienne, 1683

Sipahi. Manesson Mallet: Art de la Guerre, 1696

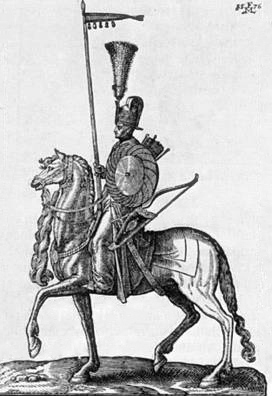
Sipahi de la porte (Shiladhar)

Sipahi (en turc ottoman : سپاهی), fut le nom de plusieurs corps de cavalerie ottomane. Il donna plus tard le nom de « Spahi » à des unités de cavalerie spécifiques aux armées coloniales françaises et italiennes pendant les XIXe et XXe siècles.

## Origine du nom
Le nom est persan :  سپاه (sepah, ce qui signifie « armée », mais qui signifiait à l'origine « cavalerie », aspa étant le nom persan pour cheval. En Inde, les Britanniques en ont tiré le nom de Sepoy (repris en français sous le nom de Cipayes).

## Sipahis timariotes
Les timariotes sont des cavaliers légers qui doivent un service militaire annuel en échange de la concession d'un timar. Ces troupes irrégulières composent l'essentiel de la cavalerie ottomane.

## Sipahis de la Porte
Les sipahis de la Porte, sont une troupe de cavaliers d'élite issue du corps des Kapıkulu (esclaves de la Porte) placés directement sous le commandement du sultan. Ils sont le pendant à cheval du corps des janissaires qu'ils escortent et protègent dans le dispositif tactique des armées ottomanes. Ils correspondent à l'élite de l'armée et sont souvent d'anciens « iç oghlan » ou des janissaires brillamment promus. Les sipahis de la porte ont obtenu plus tôt que les janissaires le droit de se marier. Ils sont pensionnés par le sultan et entretiennent des serviteurs eux aussi montés. En période de paix, ils se répartissent dans la campagne environnante de Constantinople et sont employés dans l'administration à des tâches de confiance (particulièrement toutes celles ayant un rapport avec l'argent, perception, distribution de dons...).

Second grand ensemble de l'armée permanente ottomane après les janissaires, les sipahis de la porte sont regroupés en 6 divisions organisées selon un rang protocolaire strict et commandées chacune par un Agha:
| Rang  | Nom                            | Effectifs | Remarques |
| ----- | ------------------------------ | --------- | --- |
| 1     | Sipahi-oghlan (fils de sipahi) | 1 630     | Chevauchent à la droite du sultan. |
| 2     | Shiladhars (porte-sabre)       | 1 800     | Chevauchent à la gauche du sultan. 300 d'entre eux servent d'officiers d'ordonnance.                                                              |
| 3 & 4 | Ulufedji (Détenteurs de solde) | 1 096     | Partagés en deux divisions, ils chevauchent de part et d'autre des deux premières divisions. Doivent veiller sur le trésor du sultan en campagne. |
| 5 & 6 | Gureba (étrangers)             | 790       | Forment deux divisions réparties sur les deux ailes de l'armée.                                                                                   |

## Remarques linguistiques
On retrouve ce terme décliné en de nombreuses occurrences comme synonyme de cavaliers dans de nombreux pays : Spahia ou Spahiu (Albanie), спахиjа, спахия (Bosnie, Croatie, Serbie, Bulgarie, Macédoine). 
Il est à l'origine du mot Spahis (France, Italie) ainsi que du terme sepoy ou Cipayes (Empire Britannique, Inde) correspondant à des unités de cavaliers non métropolitaines levées par les puissances coloniales.